# Ulla-Britt Norrman
Margareta Ulla-Britt Norrman-Olsson, född 9 mars 1945 i Ljusdal, Hälsingland, död 9 september 2023 i Stockholm, var en svensk skådespelare.

## Biografi
Norrman utexaminerades från Statens scenskola i Malmö, där hon gick i samma klass som bland andra Krister Henriksson och Anki Lidén.
Hon filmdebuterade i Torbjörn Säfves kortfilm Montebello 1967 och kom att medverka i drygt ett 40-tal film- och TV-produktioner.
Ulla-Britt Norrman är gravsatt i minneslunden på Katarina kyrkogård i Stockholm.

## Filmografi (i urval)
- 1967 – Montebello (kortfilm)
- 1972 – Klara Lust
- 1972 – Dela lika (TV-serie)
- 1974 – Förr visste jag precis (TV-serie)
- 1974 – Kvarteret Oron (TV-serie)
- 1975 – Stumpen
- 1976 – Mina drömmars stad
- 1976 – Drömmen om Amerika
- 1979 – Barnförbjudet
- 1979 – Selambs (TV-serie)
- 1980 – Sverige åt svenskarna
- 1981 – Skärp dig, älskling! (TV-serie)
- 1981 – Rasmus på luffen
- 1988 – Moderna människor
- 1988 – Pippi Långstrump - starkast i världen
- 1988 – SOS – en segelsällskapsresa
- 1996 – Nu är pappa trött igen
- 1996 – Att stjäla en tjuv
- 1997 – Skärgårdsdoktorn, avsnitt Den ljusaste dagen... (gästroll i TV-serie)
- 2000 – Det blir aldrig som man tänkt sig
- 2001 – Eva & Adam - fyra födelsedagar och ett fiasko
- 2001 – Leva livet
- 2003 – Mamma, pappa, barn
- 2004 – Värre och värre
- 2004 – Så som i himmelen
- 2005 – Veckopeng eller kyss? (kortfilm)
- 2007 – Gynekologen i Askim (TV-serie)
- 2008 – Vi hade i alla fall tur med vädret igen!
- 2010 – Främmande land

## Teater

### Roller (ej komplett)
| År   | Roll             | Produktion                                                           | Regi                       | Teater                           |
| ---- | ---------------- | -------------------------------------------------------------------- | -------------------------- | -------------------------------- |
| 1974 | Ingrid           | Peer Gynt, del I Henrik Ibsen                                        | Fred Hjelm                 | Stockholms stadsteater           |
| 1974 | Vivan m.fl.      | Jösses flickor, befrielsen är nära Suzanne Osten och Margareta Garpe | Suzanne Osten              | Stockholms stadsteater           |
| 1975 | Nora von Hancken | Herr von Hancken Agneta Pleijel                                      | Johan Bergenstråhle        | Stockholms stadsteater           |
| 1977 |                  | Medeas barn Suzanne Osten och Per Lysander                           | Lars Broling Mårten Harrie | Norrköping-Linköping stadsteater |